# Kitišanci
Kitišanci est un village de la municipalité de Belišće (Comitat d'Osijek-Baranja) en Croatie. Au recensement de 2011, la ville comptait 150 habitants.